# Sønder Farensted
Sønder Farensted (dansk) eller Süderfahrenstedt (tysk) er en landsby og kommune beliggende omtrent 8 kilometer nordøst for Slesvig by ved Langsøen i det sydvestlige Angel i Sydslesvig. Administrativt hører kommunen under Slesvig-Flensborg kreds i den nordtyske delstat Slesvig-Holsten. Kommunen samarbejder på administrativt plan med andre kommuner i omegnen i Sydangel kommunefællesskab (Amt Südangeln). Kommunen er identisk med den sydlige del af det tidligere Farensted Sogn (Farnsted Sogn) bestående af Sønder- og Nørrefarensted, Bøglund, Lindebjerg, Lindebjergskov, Risbrig, Rømmek og Vedelspang. Sognet lå i Strukstrup Herred (Gottorp Amt), da området tilhørte Danmark.

## Geografi
Kommunen består i dag især af landsbyerne Sønder Farensted og Vedelspang (Wellspang). Vedelspang er gennemskåret af Vedelbæk (også: Vedelspang Å). Kommunen grænser i vest til Isted, i nord til Stolk og Bøglund og i syd til Tolk og Nybøl. Søsterlandsbyen Nørre Farensted samt det navnegivende Farensted gods hører til Bøglund kommune. Sønder- og Nørre Farensted samt Bøglund udgør det gamle Farensted Sogn med Farensted Kirke som sognekirke. Tidligere hed hele området Farnsted eller Farnstedmark.
Terrænet er bakket. Der findes flere spredte små skove i området. Ved grænsen til Stolk Kommune ligger moseområdet Lyngmose (på tysk Lüngmoor). Jordbunden er for størstedelen af sandet beskaffenhed, området regnes derfor til Lusangel.

## Historie
Farnsted blev første gang nævnt i 1312 som Farnstethmarck (Farnstedmark). Stednavnet er sammensat af sted og olddansk farn for færgning (sml. oldnordisk farning). Navnet beskriver dermed et overfartssted over Langsø.
Ved Vedelspang lod Erik af Pommern opføre en borg, som i 1426 blev sløjfet af holstenerne. Vedelspang med Vedelbækken indgik i 1850 i den såkaldte Istedstilling. På de høje bakker omkring Vedelbæk og især på Møllebakken var der opført flere skanser.